# Chiesa in Galles
La Chiesa in Galles (in gallese: Eglwys yng Nghymru) è una chiesa anglicana in Galles. È membro della Comunione Anglicana e aderisce anche alla Comunione di Porvoo.
Si è dissociata dalla Chiesa d'Inghilterra in seguito al Welsh Church Act del 1914, che è entrato in vigore nel 1920. A differenza della chiesa da cui proviene, la Chiesa in Galles non è una religione di Stato.
L'arcivescovo del Galles è scelto tra sei vescovi dai suoi pari. Continua a occupare la sua sede diocesana in aggiunta al suo ufficio di primate. L'arcivescovo Barry Morgan è vescovo di Llandaff dal 1999 e arcivescovo del Galles dal 2003.
Nel settembre 2013, la Chiesa in Galles vota per consentire alle donne di diventare vescovi, anticipando di un anno la medesima scelta da parte della Chiesa d’Inghilterra.

## Storia e organizzazione

### Rapporti con la Chiesa d'Inghilterra
La chiesa fu creata in seguito all'esclusione delle quattro diocesi gallesi della Chiesa d'Inghilterra. Il Welsh Church Act fu approvato dal Parlamento della Gran Bretagna nel 1914, ma a causa della prima guerra mondiale entrò in vigore solo nel 1920. Nel 1921-1923 ottenne l'attuale struttura territoriale, che comprende sei diocesi. La Chiesa d'Inghilterra e la Chiesa in Galles hanno stretti legami teologici e organizzativi e il clero ha l'opportunità di muoversi liberamente tra le diocesi di entrambe queste denominazioni. Ciò vale anche per i vescovi, ad esempio l'arcivescovo Rowan Williams nel 1992-2002 è stato un vescovo della Chiesa in Galles e nel 2002 è diventato arcivescovo di Canterbury. La differenza fondamentale tra le due denominazioni riguarda il loro atteggiamento nei confronti dello Stato - se la Chiesa d'Inghilterra ha status statale, mentre le autorità statali prendono parte alla nomina dei suoi vescovi, la Chiesa nel Galles gode di piena autonomia nei confronti delle autorità secolari. Dal 1997 le donne possono essere ordinate come diaconi e presbiteri della Chiesa in Galles. Dal 2013, è inoltre consentito concedere ordini episcopali alle donne.

### Corpo direttivo e vescovile
La massima autorità nella Chiesa è esercitata dal suo Corpo Direttivo (Governing Body), composto da 143 membri divisi in tre camere. La prima camera è composta da tutti i vescovi diocesani presidenti. La seconda camera è destinata ad altri membri del clero e ha 51 posti. Il più grande gruppo numerico è composto dagli 86 rappresentanti del laicato. La maggior parte dei membri delle camere clericali e laiche proviene da elezioni organizzate a livello diocesano. Le decisioni più importanti richiedono una maggioranza non solo nel corpo intero ma anche in ciascuno dei tre gruppi di membri. L'organo direttivo di solito si riunisce in due riunioni.
La Camera dei Vescovi, ufficialmente chiamata Banco dei Vescovi (Bench of Bischops), si riunisce in riunioni separate 4-6 volte l'anno e prende decisioni su questioni di attualità, tra cui il coordinamento pastorale e liturgico o l'elaborazione di una posizione su questioni pubbliche attuali che richiedono una valutazione etica. La Camera dei Vescovi ha il diritto di nominare vescovi ausiliari per singole diocesi o per tutta la Chiesa.

### Vescovi
Ognuna delle sei diocesi della Chiesa in Galles è diretta dal vescovo diocesano, eletto dal collegio degli elettori diocesani. Ciascuna delle diocesi ha 47 membri selezionati in base al seguente chiave:
- 5 vescovi diocesani (i vescovi siedono nei collegi di tutte le diocesi eccetto i propri, perché non possono partecipare all'elezione del proprio successore)
- 21 chierici, compresi sei dalla diocesi, che comprende il collegio, e tre da ciascuna delle altre diocesi
- 21 laici, di cui sei provenienti dalla diocesi, che comprende un determinato collegio, e tre da ciascuna delle altre diocesi[3]

Il più alto dignitario della chiesa è l'arcivescovo del Galles, i cui vescovi diocesani scelgono dal proprio gruppo. L'Arcivescovo rimane il superiore della sua attuale diocesi, ma inoltre diventa il Primate anglicano del Galles e anche il suo Metropolita. In caso di vacanza in una qualsiasi delle diocesi, l'arcivescovo diventa amministratore fino alla nomina del nuovo vescovo. In pratica, lo status di arcivescovo tra i vescovi diocesani è primus inter pares.

### Diocesi
Comprende sei diocesi:

La divisione del Galles nelle diocesi anglicane

- quella di Bangor (vescovo di Bangor);
- quella di S. Asaf (vescovo di St Asaph);
- quella di San David (vescovo di San David);
- quella di Llandaff (vescovo di Llandaff);
- quella di Monmouth (vescovo di Monmouth), fondata nel 1921;
- quella di Swansea e Brecon (vescovo di Swansea e Brecon), fondata nel 1923.